# Frimureri

Passare och vinkelhake är en vanligt förekommande frimurarsymbol, ibland inneslutande bokstaven G.

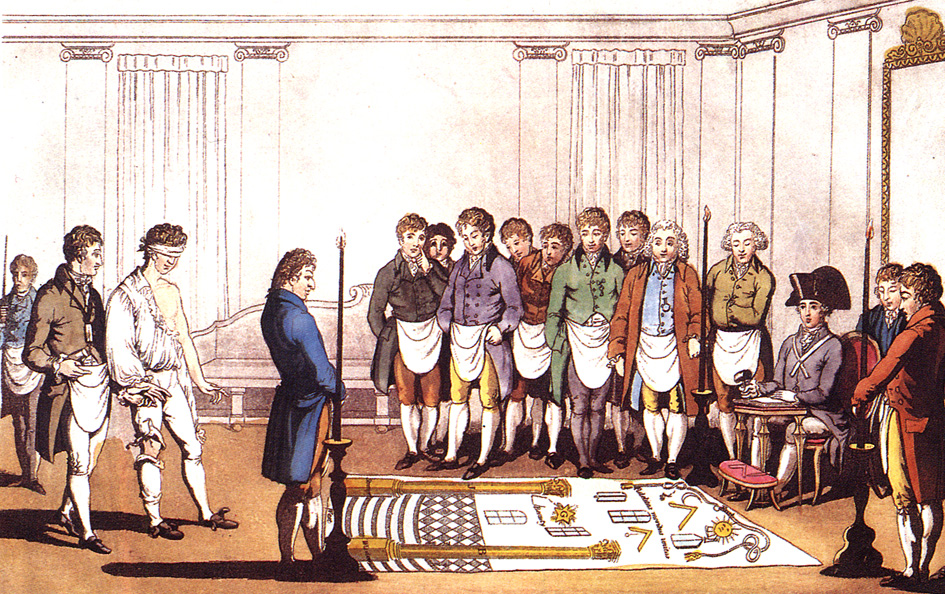

Frimureri är en verksamhet som bedrivs av ordenssällskap som vill verka för medlemmarnas personliga utveckling till bättre människor. Detta åstadkoms med hjälp av ritualer och upplevelser där man med hjälp av ett symbolladdat bildspråk och, i vissa system, med religiösa referenser bibringas råd och kunskap om hur man bör leva sitt liv. Vanligt är också att logerna bedriver hjälpverksamhet och stödjer kultur och forskning inom angelägna ämnen. Till följd av de olika logernas och systemens karaktär finns ingen världsomspännande frimurerisk organisation, eftersom det inte vore möjligt. De flesta frimureriska system är endast till för män, men det finns även loger som endast accepterar kvinnor som medlemmar samt de som accepterar både män och kvinnor, så kallat samfrimureri.

## Historia

### Uppkomst
Frimureriets historia kan till viss del sägas gå tillbaka till medeltiden, då katedraler och liknande byggnadsverk började byggas. Under medeltiden var hantverkare tvungna att vara medlemmar i skrån eller gillen. Dessa skrån var lokala och hade monopol på sitt hantverk i sitt område och såg till att traditioner, lagar och regler efterföljdes. De murare som uppförde enklare byggnader var därför bundna till en viss plats, stad eller dylikt, och kunde inte utan vidare ta sig mellan olika platser för att utöva sitt yrke. Förutom dem fanns det murmästare vars arbetsuppgifter mer liknade dagens arkitekter och byggmästare som inte var bundna av skråna till en plats utan som var fria att söka arbete där det gavs och som därför kom att kallas fria murare. Det var dessa som ritade och byggde katedraler, kloster och universitet. Dessa frimurare blev snabbt mycket yrkesskickliga till följd av sitt kringströvande som fortlöpande gav dem nya kunskaper om det senaste inom arkitektur och byggnadskonst. Detta ledde till att frimurare betroddes med till exempel arbetsledande befattningar vid katedralbyggen, eller ansvar för kyrkans konstruktion, byggnation och utsmyckning. Till sin hjälp hade de murare och murarlärlingar samt många olika hantverkare.

### Loger
Yrkesstoltheten bland frimurarna var hög och man försökte liksom alla yrkesgrupper bevara sina yrkeshemligheter inom kåren. Vid varje arbetsplats byggdes en hydda där arbetsledarna höll till och där arbetet planerades och leddes. Den engelska benämningen på denna hydda blev lodge, på svenska loge. I logen samlades även lärlingarna och det var bland annat i logen som de fick nya kunskaper inom murarkonsten, men även om livet i allmänhet. Eftersom man ville skydda sina kunskaper och eftersom det myllrade av arbetare vid ett katedralbygge utvecklades snart ritualer som syftade till att kontrollera att man var den man utgav sig för att vara och att man var behörig att ta del av de kunskaper som gavs. Endast män tilläts vara medlemmar i logerna, även om det fanns kvinnliga byggnadsarbetare.

### Frimureriet byter skepnad: utveckling och spridning av spekulativt frimureri
Då katedralbyggandet avtog under 1600-talet övergick frimureriet snart till att bli vad som idag kallas för spekulativt frimureri, delvis eftersom man tog in allt fler icke-hantverkare i logerna, och dessa snart kom att vara i majoritet. Denna utveckling inleddes i England och i Skottland och 1717 slöt sig fyra London-baserade loger samman och bildade The Grand Lodge. Frimureriet bytte karaktär och blev teoretiskt istället för att vara praktiskt inriktat. Logearbetet inriktades på att med hjälp av filosofiska och religiösa frågeställningar ge medlemmarna insikt om sig själva och att hitta sin plats i samtiden, med en gradvis ökad kunskap om livets mening. I detta arbete använde man sig av byggnadskonstens symbolik. Man inledde också ett omfattande hjälparbete där man med insamlade medel hjälpte samhällets utsatta.
Grunden för allt frimureri är de tre första graderna, från lärling över medbroder till mästare. På 1740-talet började man i Europa arbeta i många sorters tilläggsgrader, däribland så kallade skotska grader och riddargrader, något som blev mycket populärt och ledde till en mängd loger utan något egentligt system och struktur. De flesta av dessa loger avsomnade snart, men de som blev kvar konsoliderade sig allt mer och kom att forma basen för det moderna frimureriet. Dessa högre grader spred sig över världen, men systemen fick inte någon stabilare form förrän i mitten av 1700-talet och framåt.

### Olika slags frimurare
Konflikter av olika slag har förekommit mellan frimurarorganisationer. År 1751 grundades en rivaliserande storloge i London som kallade sig Ancients. Ancient Grand Lodge bestod inledningsvis av irländska frimurare som ansåg att Premier Grand Lodge (Moderns) var i färd med att avskaffa frimureriets kristna karaktär, ärvt från medeltiden. Premier Grand Lodge ansåg å sin sida från 1723 att frimureriet borde tjäna den religiösa toleransens sak, och vara öppet för alla män som tror på ett Högsta Väsende. Ancients arbetade i många grader, förutom de tre inledande även i Kungliga Valvets Orden, som de tillmätte stor vikt, medan Moderns motarbetade Kungliga Valvets grad. Med tiden närmade sig de båda organisationerna varandra. Moderns tillät bruket av Kungliga Valvets grad, om det skedde i kapitel utanför logerna, och Ancients började ta upp judiska män som frimurare. Det var dock inte förrän 1813 som det engelska frimureriet enades helt under namnet The United Grand Lodge of England.
Det slags frimureri som spreds från England till det europeiska fastlandet på 1720-talet hade nyligen öppnat sina medlemskriterier för alla män som tror på ett Högsta Väsende (humanitärt frimureri), men hade fortfarande kvar rituella drag av kristen karaktär från en tid med smalare medlemskriterier - drag som (enligt Neville Barker-Cryer) förefaller ha fortlevt i Nordengland längre än i Sydengland. I England avskaffades sådana drag först vid de två storlogernas förening 1813, men fortlevde på kontinenten. När de första franska logerna grundades på 1720-talet var de öppna för alla kristna män (vilket var sensationellt i ett land med våldsamma spänningar mellan hugenotter och katoliker, men ett smalare medlemskriterium än vad Moderns tillämpade). I Frankrike skedde under 1700-talet en motsvarande polarisering mellan de medlemmar som betonade frimureriets kristna inslag (kodifierat i systemet Riddare av Välgörenhet, beskrivet nedan) och de som betonade frimureriets toleranta karaktär (kodifierat i det franska systemet). Under napoleonkrigen skulle det bredare medlemskriteriet dock bli allenarådande. I det politiskt splittrade Tyskland, som hade många storloger, infördes de bredare medlemskriterierna stegvis 1846-1873, och de återstående tyska storloger som var exklusivt kristna införde besöksrättigheter åt frimurare från andra loger (oavsett religionstillhörighet) under 1840- och 1850-talet. Sedan denna tid står humanitära och kristna regelmässiga frimurarordnar vanligtvis i förbindelse med varandra.
Ett förbud mot att diskutera politiska frågor och trossamfundsskiljande frågor i frimurarloger förekommer sedan länge (troligtvis sedan 1640-talet, med säkerhet sedan 1723). Tro på ett Högsta Väsende är ett medlemskriterium sedan evärdlig tid (före 1723 närmare bestämt den heliga Treenigheten), och i de gamla frimurarlogerna ligger antingen en Bibel eller en annan helig skrift uppslagen under öppnad loge. När den Franska Stororienten år 1877, som då stod i förbindelse med de flesta av världens regelmässiga storloger, fattade beslutet att ersätta helig skrift med storlogens stadgar, öppna upp medlemskapet för ateister och tillåta samtal om politik i loge, bröt de regelmässiga storlogerna med Franska Stororienten. Ett antal storloger i medelhavsvärlden och Latinamerika behöll däremot förbindelsen med Franska Stororienten och tog efter dess tre särskiljande kännetecken. Följden blev framväxten av ett parallellt med de regelmässiga frimurarordnarna existerande s.k. adogmatiskt frimureri, som bl.a. har utmärkt sig för antiklerikalism, och ådragit den romersk-katolska kyrkans kritik mot allt slags frimureri, såväl det adogmatiska som det regelmässiga.
I Frankrike hade detta som följd att frimurare som ville utöva regelmässigt frimureri och stå i förbindelse med regelmässiga storloger hindrades från detta. Två franska storloger grundades 1879 resp. 1894 i förhoppningen att bli erkända av regelmässiga storloger utomlands, men misslyckades i detta syfte. En loge, Libre Penseurs, underställd den förstnämnda av dessa storloger, lät recipiera Maria Deraimes 1882. Tillsammans med Georges Martin lät hon grunda en frimurarloge som upptog både manliga och kvinnliga medlemmar, och ur denna grundades Samfrimurarorden 1893 (Se: Samfrimureri). Samfrimurarordnarna står inte i förbindelse med de regelmässiga storlogerna.

### Förbud mot och förföljelse av frimureriet
Totalitära regimer har anklagat frimureriet för att vara revolutionärt. Socialistiska, kommunistiska, fascistiska, nazistiska och islamistiska regimer har förbjudit det. Det blev förbjudet i Hitlers Tyskland samt de länder tredje riket kontrollerade, Mussolinis Italien, de Riveras och Francos Spanien, Pinochets Chile, Salazars Portugal, Husseins Irak, Khomeinis Iran och av ledarna i Sovjetunionen. I Tyskland ansåg Hitler att frimurarna arbetade i maskopi med judarna, och nazisterna ansåg att frimureriet måste förintas på grund av dess regler om ”humanism, tolerans och liberalism”. Frimurare blev därför arresterade, fängslade och dödade i förintelsen, och det uppskattas att 80 000-200 000 avrättades. När Mussolini tagit makten i Italien förklarades frimurare vara förrädare till fascismen. 1925 skrev stormästaren för Grande Oriente d'Italia, en frimurarorden, ett öppet brev till diktatorn där fascismen förkastades och demokratin försvarades. Efter det arresterades han och hundratals andra frimurare och skickades i exil. Under de största utrensningarna av frimurare 1925-1927 länsades kända frimurares bostäder och minst 100 dödades. I Iran förbjöds frimureriet efter den iranska revolutionen och mer än 200 frimurare avrättades och många fick fly från landet.

## Frimuraresystem

### De tre första graderna
I äldre svensk litteratur kan uttrycket det engelska systemet förekomma om de tre första graderna (lärling, gesäll/medbroder och mästare), men dessa, som i den engelskspråkiga världen kallas för the Craft, "hantverket", utgör inte ett system bland många andra, och uttrycket det engelska systemet är okänt och oanvänt av brittiska frimurare. Inte heller är engelska frimurare förbjudna att inträda i ytterligare grader, utan är fria att erhålla ytterligare ett drygt hundratal grader i andra avhängiga organisationer av skiftande art, om de så skulle önska.
De tre första graderna utgör, i hela världen och i alla frimurarsystem, medlemskriterier för att inträda i de frimurarsystem som följer på de tre första graderna. Dessa tre grader är alltså den gemensamma nämnaren för allt frimureri. I delar av den engelskspråkiga och franskspråkiga världen kallas de för "blå grader", och i områden där språk tillhöriga den romanska språkgruppen talas förekommer beteckningen "symboliska grader", men i Skandinavien kallas de för "johannesgrader". Den förenade engelska storlogen (United Grand Lodge of England) betraktar endast dessa tre grader som "rent, uråldrigt frimureri" (pure, ancient masonry), ett synsätt känt sedan grundandet av UGLE 1813.
Det förekommer många olika rituella versioner av dessa tre grader. De mest kända under förenade engelska storlogens jurisdiktion är förmodligen emulationsbruket, det bruk som härrör från logen Stability, Taylors bruk och oxfordbruket. I Skottland har varje loge sitt eget lokala bruk, men några inflytelserika loger har påverkat andra. På Irland förekommer två bruk: Ett i provinsen Munster och ett i öns övriga delar. De nordamerikanska delstaterna har vanligtvis varsitt bruk, som härstammar från Ancient Grand Lodge of England, men de flesta av dem är mycket lika varandra som följd av ett standardiseringsförsök vid en konferens i Baltimore 1843. Utformningarna i Frankrike härstammade på 1700-talet från Premier Grand Lodge of England, men försök att standardisera ett franskt bruk skedde på 1780-talet. En version av dessa grader, avsedda att förbereda en recipient för graden Riddare av Välgörenhet (se nedan), tillkom 1782 och har en kristen prägel. Det skotska systemet hade inledningsvis inte någon egen version av dessa tre grader (man rekryterar medlemmar till 4° som har erhållit de tre första graderna i en laglig loge någon annanstans), men i Frankrike tilläts en sådan version, som utformades av Jean-Pierre Monguer de Fondeviolles år 1804. I Tyskland förekommer de nedan nämnda Fesslerska och Schröderska "systemen". De adogmatiska frimurarordnarna, som sedan 1877 inte står i förbindelse med de regelmässiga frimurarordnarna, använder ritualutformningar som utesluter Gud och heliga skrifter. Samfrimurarna, som inte står i förbindelse med de regelmässiga frimurarordnarna, använder sedan 1904 flera versioner av de tre första graderna, av vilka Lauderdale och Verulam är unika för samfrimureriet.

### Swedish Rite – Svenska systemet

I Svenska Frimurare Orden och i övriga frimurarordnar som arbetar efter det svenska systemet är frimurarkorset en lika vanligt förekommande symbol som passaren och vinkelhaken.

Det svenska frimureriet, det så kallade svenska systemet, skiljer sig från många andra internationella och svenska frimurarorganisationer i och med att det uteslutande vilar på kristen grund och är ett integrerat höggradssystem, det vill säga de högre graderna ligger i samma organisation som de tre första graderna. Internationellt ställer inte frimureri krav på just kristen tro utan kräver normalt enbart en tro på ett Högsta Väsen, vilket alltså även stämmer in på exempelvis judendom och islam.
Det svenska systemet praktiseras i Sverige och i Finland av Svenska Frimurare Orden samt av nationellt fristående frimurarordnar i Danmark, Norge och Island. I Norden arbetar omkring 50 000 bröder efter detta system varav 15 000 i Sverige. Systemet bygger på ett tiogradigt system där de tre första graderna är lärling, medbroder och mästare. En man som vill nå de högre graderna måste ha nått upp till den tredje graden innan han får gå vidare. Detta är gemensamt för alla höggradsystem.
I de ordnar som arbetar efter det svenska systemet hanteras de tre första graderna av Johanneslogen, medan graderna fyra till sex arrangeras i Andreaslogen och graderna sju till och med tio av kapitellogerna. Från och med åttonde graden får en frimurare i svenska systemet bära en speciell guldring på höger långfinger. Den är indelad i tre sektorer, med ordens symbol, det röda frimurarkorset i emalj och bokstäverna C, D och S.

### Märkesmästaremurare
Märkesmästaremurare är en grad känd från Durham 1756. När Förenade engelska storlogen tillkom 1813 förbjöds underlydande loger att arbeta i denna grad, men 1856 grundades en separat storloge för Märkesmästaremurarnas Orden, som är en från johannesfrimureriet och Kungliga valvet skild organisation. Engelska märkesmästareloger arbetar även i Kungliga arkens sjömäns grad, känd sedan ca 1790. I delar av Samväldet är dessa två grader organiserade på samma sätt som i England. I Skottland förekommer däremot att märkesmästaremurargraden delas ut både i loger och i Kungliga valvets kapitel, och i USA står märkesmästaremurargraden under Kungliga Valvets kapitel. I USA står Kungliga arkens sjömäns grad istället under de s.k. allierade gradernas Högsta Råd.

### Kungliga valvet
Kungliga valvets orden eller Kungliga bågens orden (Royal Arch) är känd från Irland 1741, från London 1744. När irländska frimurare kom till England, och fann att denna grad inte förekom i södra England, organiserade de en egen storloge, som dock uppgick i UGLE 1813. Vid samma tidpunkt förenades två Storkapitel för Kungliga valvets orden. I England måste man ha varit mästare i en månad för att förlänas Kungliga valvets orden. I Skottland måste man vara Märkesmästare. I USA måste man vara Märkesmästare (Mark master), Tidigare mästare (Past master) och Högt Förträfflig Mästare (Most Excellent Master) för att erhålla Kungliga valvets orden.

### De kryptiska graderna
De kryptiska gradernas omfattning är inte identisk i alla de delar av världen där de kryptiska graderna förekommer. Graderna Kunglig mästare (Royal master) och Utvald mästare (Select master) (först belagda i Baltimore, USA 1795) räknas alltid till denna grupp, men den ordningsföljd i vilken de utdelas växlar mellan olika delar av världen. I England, vars Högsta Råd grundades 1873, hör även Högt Förträfflig Mästare (Most Excellent Master) och Högst Förträfflig Mästare (Super-excellent master) till de kryptiska graderna, i USA endast den sistnämnda.

### Riddare-murarnas orden
Riddare-murarnas orden (Order of Knight-Masons) förvaltar tre irländska grader från 1700-talet, som före 1923 förlänades av johannesloger, Kungliga valvets kapitel eller riddarpreceptorier. Riddare-murarnas Stora Råd grundades på Irland 1923, och dess underlydande råd arbetar i graderna Riddare av svärdet, Riddare av öster och Riddare av öster och väster. Den första av dem liknar Röda korsets orden som i USA delas ut i kommandon. Tematiken kretsar kring händelser i Mellanöstern under 500- och 400-talet f.Kr. I Samväldet krävs att den sökande till Riddare-murarnas orden är Märkesmästaremurare och medlem av Kungliga Valvets orden. I USA sker rekryteringen istället genom inbjudan bland medlemmar av riddarkommandon. På Irland är graden Riddare av öster och väster en förutsättning för att kunna upptas i ett riddarpreceptorium, och riddarpreceptoriets johannitergrad en förutsättning för att kunna upptas i det Urgamla och Antagna systemet, d.v.s. medlemskriterier som är strängare än i de flesta andra länder.

### Strikta Observansen
En, numera utdöd, frimurareorden gick under systemet Strikta Observansen, som växte fram från och med 1754. Grundaren, Karl Gotthelf von Hund, påstod senare sig ha fått mandat att grunda Strikta Observansen av okända överordnade genom den Skotska Storlogens stormästare i Paris 1743, men detta är av allt att döma en skröna, eftersom den skotske stormästaren inte befann sig i Paris vid tidpunkten. Denna orden hade ett politiskt ändamål, en s.k. politisk ordensplan. Målet var att bygga upp en struktur av stora fabriker, vilket blev grundstommen för den då kommande industrialismen. Orden bredde sedan ut sig i Tyskland och Frankrike. Det förekom många konflikter mellan Stricta Observansen och de andra frimuraresystemen. Stricta Observansen försökte 1777 enas med det svenska frimuraresystemet men detta samarbete avbröts 1781.

### Riddare av välgörenhet
Vid konventet i Wilhelmsbad 1782 avskaffades Stricta Observansen och omorganiserades till ”Riddare av välgörenhet”, som fortfarande finns i Frankrike, Schweiz, Belgien, England och USA. I Tyskland och Danmark, som tillämpat Strikta Observansen eller det senare ”Riddare av välgörenhet”, gick logerna däremot senare över till det svenska frimuraresystemet. "Riddare av välgörenhet" är egentligen namnet på systemets sjätte eller sjunde grad, som är den mest välkända. Den föregås av de tre johannesgraderna, av en eller två så kallade "skotska" grader och en novis- och väpnargrad. Formellt följs den av två ytterligare grader, men man arbetar sällan i de senare nuförtiden.

### Riddarpriorat
Strikta Observansen och Riddare av välgörenhet är inte ensamma om att ha organiserat avhängiga frimureriska ordenssällskap med riddarsymbolik (som inte är detsamma som riddarordnar). På Irland och i norra England framväxte liknande, men inte identiska, sällskap fram under 1700-talets andra hälft. Engelskspråkiga frimureriska riddargrader är kända från Bristol 1772 och Dublin 1774. Den organisation som nu heter Irländska Storprioratet hette i slutet av 1700-talet Tidiga Irländska Storförläggningen (Early Grand Encampment of Ireland). I England grundades Engelska Storkonklaven, numera Engelska Storprioratet, 1791, och ordenssällskapet bär det långa namnet The United, Religious, Military and Masonic Orders of the Temple and of St. John of Jerusalem, Palestine, Rhodes and Malta in England and Wales and Provinces Overseas. I Skottland fanns sedan 1811 resp. 1826 två rivaliserande organisationer av detta slag, men de förenades 1909 fredligt till det som idag kallas för Skotska Storprioratet. Alla dessa organisationer arbetar i två grader, av vilka johannitergraden är högst. De lokala enheterna kallas för preceptorier. Preceptorierna i Bristol resp. Bath arbetar däremot i riddargrader som både i antal och innehåll skiljer sig ifrån de gängse brittiska riddargraderna.
I USA utvecklades den chevalereska trenden annorlunda, och lokala s.k. "kommandon" (commanderies) arbetar under Förenta Staternas Storförläggnings (Grand Encampment of the United States, grundad år 1816) tillsyn i fyra grader (i följande ordningsföljd): Röda Korsets orden, S:t Paulus orden, Riddare av Malta och Tempelriddare.
Medlemskriterierna skiljer sig något mellan olika länder. I England måste den sökande tillhöra Kungliga Valvets orden och vara av trinitarisk kristen bekännelse. I USA måste den sökande ha erhållit samtliga kryptiska grader och vara "villig att försvara den kristna tron".

### York-systemets ämbetsmannagrader
I USA utgör de fyra graderna underställda Kungliga Valvets kapitel, de tre graderna underställda de kryptiska gradernas råd och kommandons fyra grader den s.k. York-riten, även känd som York-systemet eller det amerikanska systemet. York-systemet förekommer inte i Samväldet, dels därför att medlemskriterierna till dess grader ser annorlunda ut där, och dels därför att den organisatoriska strukturen ser annorlunda ut där.
Med tiden har det utvecklats grader som delas ut till personer som har innehaft ämbetsmannauppdrag inom respektive del av York-systemet.
Inom Kungliga Valvets Orden kallas ämbetsmannagraden Överstepräst, eller - som titeln översätts av somliga personer i Sverige - "Högpräst". Graden är känd sedan 1800-talets början.
Inom de kryptiska gradernas råd kallas ämbetsmannagraden Silvermurslevens orden, och instiftades i North Carolina 1941.
Inom riddargradernas kommandon kallas ämbetsmannagraden Riddare-preceptorernas Suveräna Orden, och instiftades i New Jersey 1977.
York-systemet innehåller även förtjänsttecknet Knight York Rite Cross of Honor, instiftad i Monroe, North Carolina, 1930.

### Den Urgamla och Antagna Skotska Riten
Ett av de i världen mest spridda högregradssystemen som bygger på de grundläggande tre graderna är Den Urgamla och Antagna Skotska Riten som går upp till 33 grader, 4°-33°.
I Frankrike florerade sedan 1740-talet hundratals avhängiga frimuraregrader, och en av de män som var aktiva i dessa avhängiga grader var Etienne Morin, en köpman från Bordeaux. Vid avresa till Västindien 1763 hade han med sig fullmakt från den franska storlogen att grunda frimurarloger i västra hemisfären, men dokumentet säger inget om höggrader. Han gav 1767 Henry Andrew Francken rätten att grunda en loge som skulle arbeta i tjugotvå av de många höggrader Morin tillhörde (med johannesgraderna inräknade var graderna alltså tjugofem till antalet). Antalet sådana loger växte till, och sammanslöt sig 1770 i Kungliga Hemlighetens Orden, som arbetade i "fullkomlighetens system". Det i äldre litteratur förekommande påståendet att fullkomlighetens system skulle ha existerat i Frankrike redan 1756 eller 1758 har motbevisats av A.C.F. Jackson och Alain Bernheim. Ledamöter inom Kungliga Hemlighetens Orden ersatte år 1801 sitt ordenssällskap med den Urgamla och Antagna Skotska Ritens första Högsta råd, som grundades i Charleston i USA. Urgamla och Antagna Skotska Riten skiljer sig från Kungliga Hemlighetens Orden bl.a. genom att arbeta i ytterligare åtta grader. För att legitimera sina anspråk påstod sig Högsta Rådet i Charleston inneha rättigheter till dessa 33 grader utfärdade av kung Fredrik II av Preussen, utfärdade 1786, men vid en sammankomst i Lausanne 1876 tog samtliga Högsta Råd avstånd från detta anspråk, och avfärdade det som en tidstypisk romantisk historieförfalskning. Den Skotska Riten finns numera i stora delar av världen.
Systemet består av 29 grader grupperade inom tre avdelningar: 
- Perfektionslogen ger 4°-14°: Graderna utspelar sig kring Salomos tempel och innehållet i de tre grundläggande frimurargraderna byggs på och förklaras.
- Rosenkorskapitlet ger 15°-18°: Graderna behandlar byggandet av Serubbabels tempel och har antingen en kristen eller en kabbalistisk karaktär
- Konsistoriet ger 19°-32°: De tidigare gradernas symboler och innehåll förklaras och då de är riddargrader behandlas korstågstiden och tempelriddare.

Till dessa tillkommer 33° som ligger i en egen organisation, det Högsta Rådet, som även styr över de lokala enheterna, så kallade dalar, vilka ger 4°-32°.
Systemet innefattar normalt totalt 30 grader, graderna 4-33. Organisatoriskt är dessa grader allra oftast skilda från de tre frimurargraderna, som ges i en frimurarloge. Det finns en ritual skriven för dessa tre grader anpassad för Skotska Riten men det är inte nödvändigt att de tagits enligt den utan de kan ha tagits efter en annan ritual. I några fall skiljs inte de tre frimurargraderna och graderna 4-33 åt organisatoriskt utan de arbetas från första till sista graden av en och samma frimurarorganisation.

### Royal Order of Scotland
Royal Order of Scotland är belagd sedan 1741, och arbetar i två grader. Den tillkom förmodligen i syfte att bevara kristet ritualstoff som Premier Grand Lodge of England hade börjat sortera ut. Medlemskriterierna har varierat kraftigt mellan olika provinser och mellan olika tidpunkter. 
I äldre tid krävdes i USA att den som inbjöds samtidigt innehade tempelriddargraden i ett riddarkommando och den trettioandra graden i det skotska systemet. 
I de flesta delar av världen krävs numera att den sökande innehaft frimureriets tredje grad i fem år och är av trinitarisk kristen bekännelse.
I Sverige måste den som inbjuds och tillhör det Svenska systemet redan ha minst detta systems åttonde grad. Är man boende i Sverige och tillhör ett annat reguljärt system gäller andra regler. I båda fallen krävs en trinitarisk kristen bekännelse. 

### Allierade graderna
Ett Högsta Råd, vars underlydande råd arbetar i de allierade graderna, finns i England sedan 1879, i USA sedan 1932. Syftet är att vidareföra frimurargrader av skiftande ålder som saknar eget förvaltningsorgan. Detta syfte gör att de ingående graderna inte är tematiskt sammanhängande, och antalet grader under resp. Högsta Råd skiftar. Sökande måste vara märkesmästaremurare och tillhöra Kungliga valvets orden.

### Thomas Acons kommemorativa orden
Thomas Acons kommemorativa orden grundades i England 1974 för att komma ihåg en medeltida engelsk riddarorden som dog ut på 1530-talet. Den är öppen för medlemmar i riddarpreceptorier.

### Athelstans Orden
Athelstans Orden är ett ordenssällskap som är intresserat av frimureriets historia. Det grundades 2005.

### Konstantinus' röda kors' orden
Konstantinus' röda kors' orden är i England öppen för medlemmar i riddarpreceptorier som även är märkesmästaremurare, och samlas i lokala konklaver. Ordenssällskapet tillkom 1865, då två äldre grader utan eget förvaltningsorgan, Konstantinus Röda Kors och Heliga Gravens Orden, sammanfogades med tre nyskrivna grader: Installerad Eusebius, Furst-murare och Johannes evangelistens orden. Ordenssällskapet finns bland annat i Finland.

### Heliga Vishetens Orden
Heliga Vishetens Orden, även känd som Holy Royal Arch Knight Templar Priests, förlänar 31 grader honoris causa, arbetar rituellt i en grad, och är organiserad i s.k. lokala tabernakel. I England är medlemskap förbehållet medlemmar av riddarpreceptorier som även tjänstgör eller har tjänstgjort på ämbetsmannaposten Ordförande Mästare i en vanlig johanneloge. Graden är belagd sedan 1786, men saknade (tillsammans med de många bifogade hedersgraderna) efter 1813 eget förvaltande stororgan. Ett lokalt tabernakel i Newcastle överlät 1897 sina rättigheter till Allierade gradernas Högsta Råd, men detta överlät sina rättigheter till Stortabernaklet i Newcastle 1924.

### De operativa frimurarna
Ett ordenssällskap växte på 1910-talet fram i England i syftet att rädda det utdöende byggnadsarbetarskråets ritualer sådana dessa hade överlevt parallellt med frimureriet. Det officiella namnet är The Worshipful Society of Free Masons, Rough Masons, Wallers, Slaters, Paviors, Plaisterers and Bricklayers, och man arbetar i sju grader. Sökande måste både vara märkesmästaremurare och tillhöra Kungliga valvets orden.

### Secret Monitor
Order of Secret Monitors är ett ordenssällskap som i England är öppet för alla frimurare av tredje graden. Det arbetar i två grader, och är inriktat på sällskapsliv och välgörenhet.

### Röda bandet
Röda bandets orden (Order of the Scarlet Cord) är ett ordenssällskap öppet för medlemmar av Secret Monitor. Det grundades 1889, förklarades vilande 1929 och återupptog sitt arbete 2010. Det arbetar i sju grader.

### Societas Rosicruciana
Societas Rosicruciana in Anglia är ett ordenssällskap öppet för frimurare av den tredje graden som är av trinitarisk kristen bekännelse, och studerar de forna rosencreuzarna. Det grundades 1867, och arbetar i nio grader. Sedan 1800-talet finns motsvarande självständiga organisationer i Skottland och USA, sedan 1997 i Kanada.

### Hermetiska Martinistorden
Hermetiska Martinistorden (Hermetic Order of Martinists) är ett ordenssällskap grundat 1975, öppet för höga medlemmar av Societas Rosicruciana.

### Erius röda gren
Erius röda gren är ett ordenssällskap som arbetar i tre grader. Dess grader är inte belagda före 1858, och dess engelska organisation tillkom 1872. I England är ordenssällskapet öppet för höga medlemmar av Societas Rosicruciana, men i USA sorterar dessa grader under de allierade graderna, och är sex till antalet.

### Upphöjda Ljusorden
Den Upphöjda Ljusorden (August Order of Light) är ett ordenssällskap öppet för engelska frimurare av tredje graden vars inträdesföredrag godkännes. Det grundades ursprungligen 1882 som Oriental Order of Light, men bearbetades under det nuvarande namnet 1902. Sällskapet studerar många religioners mytologier, bl.a. de indiska religionerna.

### Franska systemet
Franska systemet består dels av en viss utformning av de tre första graderna, dels av fyra avhängiga grader av skiftande ursprung. De sammanfogades till ett sammanhängande system 1784-1786. Franska Stororienten bearbetade sin version av dessa grader i ateistisk riktning 1879, men den ursprungliga versionen överlevde i Brasilien, och återinfördes till Frankrike 1989.

### Schröderriten
Schröderriten är egentligen inte ett separat höggradssystem som de ovanstående systemen, utan ett särskilt sätt att arbeta i de tre johannesgraderna, som skapades i Tyskland på 1790-talet av Friedrich Ludwig Schröder genom att sammanföra tyska och engelska traditioner. Schröder försökte återskapa en ”ursprungligare” ritual som en reaktion på de nyskapade höggrader som under sent 1700-tal skapats i Frankrike och sedan spreds över Europa. Det frimurereiska ordenslivet översvämmades av nya grader ordensband, prydnader, ceremonier, fantasifulla dräkter och ståtliga ämbetstitlar.
I ett logearkiv i södra Tyskland fann Schröder en ritual som han menade var den äldsta bevarade. James Andersons ”the Book of Constitution” och Samuel Prichards ”Three Distinct Knocks at the Door of the most Ancient Freemasonry” (1760) och ”Jachin and Boaz: An Authentic Key To The Door Of Freemasonry” (1762) var också viktiga källor i arbetet med riten. 
1801 presenterade Schröder sin rit inför Provinsialstorlogen i Nedersachen (senare Storlogen i Hamburg) som beslutade sig för att anta ritualen för sina underlydande loger. Den används numera av Grossloge Alten, Freien und Angenommenen Maurer von Deutschland.
Schröderriten arbetar i de så kallade blågraderna, lärling, medbroder (gesäll) och mästare.

### Fesslerriten
I likhet med Schröderriten är Fesslerriten ett särskilt sätt att arbeta i de tre johannesgraderna, och av tyskt ursprung. Ignaz Aurelius Fessler utformade detta 1798 åt storlogen Royal York zur Freundschaft, men det används sedan länge även i andra delar av det tyska frimureriet, numera av Grossloge Alten, Freien und Angenommenen Maurer von Deutschland.

## Dokument
De äldsta dokumenten med regler för det operativa frimureriet benämns gemensamt som Old Charges. Det finns 131 stycken bevarade. De innehåller frimureriets historia, legender samt regler för det operativa frimureriet. De mest kända är:
- Regius Poem även känd som Halliwell Manuscript från cirka 1390
- Cooke Manuscript från 1410-1425
- Grand Lodge MS No. 1 från 1583
- Melrose No. 1 MS från 1581
- Anderson's Constitution är för det spekulativa frimureriet det viktigaste dokumentet, först publicerat 1723. De flesta frimurarloger baserar sina regler på detta dokument. En del baserar dock sina regler på tidigare dokument.[7][8][9][10]

## Dagens frimureri

### Olika inriktningar
Frimureriet hade till följd av sin karaktär gott om internationella kontakter redan under medeltiden och vidare då det övergick till spekulativ inriktning. Då denna övergång skedde kom emellertid frimureriet att utvecklas på olika sätt beroende på i vilket land man befann sig. Detta då frimureriet behandlades olika i olika länder samt allmänt skilda förhållanden i olika samhällen. Det är delvis på grund av detta som frimureriet skiljer sig åt än idag. En annan orsak är skillnader i synen på frimureriets definition samt regler. I Anderson's Constitution refereras till urgamla landmärken (engelska: ancient landmarks) som ses som de principer som definierar frimureriet. Enligt Anderson's Constitution får landmärkena inte ändras medan andra regler får läggas till, ändras eller tas bort. Dock specificeras inte landmärkena.
En del storloger har regler som säger att de skall följa landmärkena men specificerar dem inte. Andra storloger eller forskare har försökt identifiera vilka av reglerna som skall anses vara landmärken. De har då producerat listor med allt från 3 till 56 olika regler som skulle vara dessa landmärken. Denna mångfald i synen på vad som är landmärken samt olika tolkningar av reglerna har lett till att frimureriet utvecklats i olika riktningar.
Givet olika tolkningar av reglerna och definitionerna så kan några olika grupperingar urskiljas angående några olika frågor:

#### Religion och politik
En uppdelning av frimureriet kan göras med avseende på synen på religion. En grupp, i allmänhet som de som erkänns av UGLE, anser att en sökande måste säga sig tro på ett Högsta Väsen. Den sökande måste alltså vara religiös men vilken religion som den ansökande har är den personens ensak. Vidare måste logerna under arbete ha en religiös bok framme, vilken refereras till VSL (Volume of Sacred Law). VSL kan vara den religiösa bok som majoriteten av medlemmarna har som sin eller alternativt kan flera olika ligga framme. De anser vidare att politik inte får diskuteras på logerna och att loger inte skall ta politisk ståndpunkt i olika frågor. Denna grupp kallar sig själva och dem som följer dessa regeltolkningar för reguljära och kallar dem som inte gör det för irreguljära. En annan är gruppen runt Grand Orient de France. De arbetar efter totala friheten för samvetet och ställer inga krav på religiös tro hos den sökande och medger därför medlemskap till både troende och ateister. De kräver inte att någon VSL skall finnas i logerna under arbete och de tillåter politiska diskussioner samt att loger arbetar politiskt i vissa frågor.

#### Kön
En uppdelning är de som endast tillåter män att bli medlemmar, som kallas reguljära. En annan är de som endast tillåter kvinnor eller de som tillåter både män och kvinnor att bli medlemmar (benämnt samfrimureri), vilka kallas liberala.
Det finns alla olika kombinationer av tolkningar: de som har reguljär syn på religion och politik och som enbart tillåter män, enbart tillåter kvinnor samt tillåter både män och kvinnor, samt de som har en irreguljär syn på religion och politik och som enbart tillåter män, enbart tillåter kvinnor samt tillåter både män och kvinnor.

### Frimureri i Sverige
I Sverige har flera frimurarorganisationer varit verksamma och flera är verksamma idag. Nedan listas de, sorterade efter årtalet de startade verksamheten i Sverige med en kort beskrivning samt länkar till specialsidor om dem.
| Namn                                                                      | Grundad eller introducerad i Sverige | Aktiv?             | Finns eller fanns i                            | Arbetar eller arbetade i                                 | Erkänd av UGLE?                                                                           | Övrigt | Länk                                                                   |
| ------------------------------------------------------------------------- | ------------------------------------ | ------------------ | ---------------------------------------------- | -------------------------------------------------------- | ----------------------------------------------------------------------------------------- | --- | ---------------------------------------------------------------------- |
| Svenska Frimurare Orden                                                   | 1735                                 | Ja                 | Hela Sverige                                   | Svenska systemet                                         | Ja                                                                                        | Svenska Frimurare Orden startade 1735 och är verksam idag med totalt 68 loger över hela landet. Tillåter manliga medlemmar som bekänner sig till den kristna tron. Orden arbetar efter det svenska systemet med 10 grader. | https://www.frimurarorden.se/                                          |
| Le Droit Humain                                                           | 1918                                 | Ja                 | Stockholm, Vänersborg och Malmö                | Den Urgamla och Antagna Skotska Riten                    | Nej                                                                                       | Le Droit Humain startade 1918 i Sverige och är verksam idag med fyra loger i Sverige. Tillåter både manliga och kvinnliga medlemmar som tror på ett Högsta Väsen. Arbetar efter den Den Urgamla och Antagna Skotska Riten. | https://web.archive.org/web/20190712151037/https://www.droithumain.se/ |
| Svenska Frimurare Lägret                                                  | 1951                                 | Nej (nedlagt 2011) | Lund, Halmstad, Göteborg och Helsingborg       | Den Urgamla och Antagna Skotska Riten samt Memphisriten  | Nej                                                                                       | Svenska Frimurare Lägret startade 1951 i Sverige, lades vilande 2006 och aktiverades på nytt 2009, men lades slutligen ned 2011. Man hade fyra loger och tillät manliga medlemmar som tror på ett Högsta Väsen, varmed man anslöt sig till delar av bland annat det engelska frimureriet. Svenska Frimurare Lägret arbetade i de grundläggande tre graderna samt ett antal tilläggsgrader. Tidigare arbetade man även enligt den Den Urgamla och Antagna Skotska Riten(Ancient Accepted Scottish Rite) och Memphisriten.                                        | http://www.frimurarelagret.se/                                         |
| Gran Oriente Latinoamericano                                              | 1984                                 | Nej                | Stockholm, Norrköping, Södertälje och Göteborg | Franska riten                                            | Nej                                                                                       | Gran Oriente Latinoamericano startade 1984 i Sverige, men är inte längre aktiv. Man var verksam med loger i Stockholm, Norrköping och Södertälje. Man tillät både manliga och kvinnliga medlemmar och var en adogmatisk rörelse. Man arbetade efter franska riten (Rite Français). | http://www.golatinoamericano.org/web/gola.php?menuId=gola              |
| Royal Order of Scotland                                                   | 2000 (1852)                          | Ja                 | Stockholm, Kristianstad och Linköping          | Royal Order of Scotland                                  | Nej (Detta emedan det är en tilläggsgrad. Royal Order of Scotland är emellertid reguljär) | Royal Order of Scotland återstartades i Sverige år 2000 (etablerades ursprungligen år 1852 men verksamheten upphörde efter några år) och är idag verksam med en provinsialstorloge i Stockholm, en i Kristianstad och en i Linköping. Orden är en kristen påbyggnad på den tredje mästargraden. Tillåter manliga, kristna medlemmar. | -                                                                      |
| Gran Orient de Catalunya                                                  | 2008                                 | Ja                 | Stockholm                                      | Den Urgamla och Antagna Skotska Riten                    | Nej                                                                                       | Gran Orient de Catalunya, logen Ma'at nr 11, inkorporerades 2008 i Stockholm och är en del av Gran Orient de Catalunya som även har filialer i Frankrike samt Andorra. Orden går under den Skotska Riten som innefattar 33 grader och är begränsat till spansktalande. Logen är politisk och religiöst obunden. Religiös övertygelse är inte ett krav. | http://www.granorient.cat/v2/                                          |
| Grand Masonic Chapter of Sweden                                           | 2010                                 | ?                  | ?                                              | Den Urgamla och Antagna Skotska Riten samt Franklinriten | Nej                                                                                       | Grand Masonic Chapter of Sweden startade i Sverige 2010 som International Order of Freemasons, IOFM men bytte namn 2012. Man arbetar enligt Franklin riten och Skotska Riten. | -                                                                      |
| United Grand Lodge of Free and Accepted Free-Masons in Scandinavia - UGLS | 2011                                 | Nej                | ?                                              | Den Urgamla och Antagna Skotska Riten                    | Nej                                                                                       | United Grand Lodge of Free and Accepted Free-Masons in Scandinavia - UGLS startade i Sverige den 2 februari 2011 men är inte längre aktiv. Logen arbetade i de grundläggande tre graderna (Lärling, Medbroder och Mäster Murare) och i Skotska Riten (Ancient Accepted Scottish Rite) | -                                                                      |
| Storlogen för Fria och Antagna Murare i Finland                           | 2013                                 | Ja                 | Södertälje, Lund, Umeå (Vasa) och Haparanda    | Webbriten                                                | Ja                                                                                        | Storlogen för Fria och Antagna Murare i Finland har sedan september 2013 respektive februari 2015 logerna Telge nr 169 och Igelsta nr 175 i Södertälje, och sedan september 2015 logen Donatus nr 174 i Lund. F.&A.M. Logen Aurelius nr 179 är tänkt att sammanträda i Umeå, men har tills vidare sin verksamhet förlagd till Vasa. Södertäljelogernas hemvist är frimurarhuset Igelsta gård, medan Lundalogen sammanträder i Frimurareföreningen EOS lokaler. Sedan 1990-talet sammanträder även logen Tornia nr 62 (grundad 1972) i Haparanda, men på finska. | http://www.friaochantagnamurare.se                                     |
| Jus Humanum Suecia                                                        | ?                                    | ?                  | ?                                              | ?                                                        | Nej                                                                                       | Uppgift om startår i Sverige saknas. Är upptagen som medlem i International Masonic Union Catena, en sammanslutning av storloger som tillåter både manliga och kvinnliga medlemmar som tror på ett Högsta Väsen. | -                                                                      |

## Frimuraresymbolik
Frimurarna använder sig av symboler och allegorier. Allegorierna finner man i berättelser från bibeln men även från mytologiska berättelser. Många olika symboler från frimureriet anknyter till många av världens religioner och ockulta grupper. Genom sin initiering i de olika graderna får de en introduktion av dess mening.

### Vinkelhaken och passaren
Vinkelhaken och passaren är två viktiga symboler för frimurarna. De är arkitektoniska verktyg som återanknyter till Frimurareordens historia med skråväsendet och den gamla geometrin som var viktig för Tempelriddarna men även för Frimurareorden. Idén om geometri var kärnan till all utveckling, all sanning och det ultimata mysteriets höjdpunkt när det gällde mänskligheten. Vinkelhaken är ett attribut kopplat till aposteln Thomas, som var byggmästarnas skyddspatron. Den representerar rätvinklighet, rättvisa och rättfärdighet. Vinkelhaken skapar den perfekta kvadraten. Frimurarna möts ”on the Square” som representerar logen. Detta förstärks med det schackbrädeliknande golvet i logen. Den moraliska meningen med detta är att bröderna skall vara hedervärdiga mot varandra.
Passaren är instrumentet för att skapa en perfekt cirkel och representerar solen. På medeltiden symboliserade den geometri, kosmisk ordning och planlagd verkan. Den personifierar de ”fria konsterna” astronomi, arkitektur och geografi. Passaren och vinkelhaken tillsammans med den heliga boken representerar de tre ”Stora ljusen” och en allomfattande människokärlek.

### Frimurarkors
I Svenska Frimurare Orden och de övriga frimurarordnar som arbetar efter det Svenska systemet är frimurarkorset en lika vanligt förekommande symbol som den i övriga frimureriet förekommande symbolen; vinkelhaken och passaren. Liknande kors används även av de engelskspråkiga riddarprioraten, av Riddare av Välgörenhet och av den tyska storlogen Zu den drei Weltkugeln.

### Hexagrammet
Hexagrammet är en uråldrig symbol som symboliserar makrokosmos eller världsbyggnaden. Hexagrammet förekommer ofta med eldslågor som utgår från varje spets och kallas då den "flammande stjärnan". Det kan också förekomma ett G i mitten av hexagrammet. Detta representerar geometri, gnosticism eller gud. Lägger vi ihop de sex yttersta punkterna plus den punkt som skapas i mitten får vi talet sju. Dessa punkter symboliserar de sju kosmiska principerna enligt den gamla astronomin eller astrologin. Talet sju är också ett magiskt tal och förknippas med många olika saker. Som till exempel; jordens tillkomst på sju dagar; de fyra månfaserna varar i sju dagar; det finns sju noter i den musikaliska skalan; det är sju färger i regnbågen; det går sju dagar på en vecka (Wilmshurst, W. L., The meaning of Masonry, USA 1980).

### Pentagrammet
Pentagrammet är liksom hexagrammet en mycket gammal symbol. Den symboliserar mikrokosmos eller människan. Den femuddiga stjärnan representerar de två siffrorna 2 och 3 som är den första jämna respektive udda siffran i vårt räknesystem.[källa behövs] Detta symboliserar en kombination av dualism och treenighet (Curl, James, Stevens, The Art and Architecture of Freemasonry, Great Britain, 1993). Dualismen för frimurare är en teori om att allt har sin motsats och allt är beroende av varandra. Det finns gott och ont, glädje och smärta, aktivt och passivt, inne och ute. Inget är komplett utan varandra. För att ge ett exempel på detta kan vi säga att morgon och kväll är det motsatta paret och detta skapar helhet som vi kallar en ”dag” (Wilmshurst, W. L., The meaning of Masonry, USA 1980). Utan det ena eller det andra får vi ingen helhet. Då blir det kaos.

### Jakin och Boas
Jakin och Boas heter de två pelarna (kopparstoderna) som fanns vid ingången till kung Salomos tempel. Jakin är pelaren i norr och associeras med grundandet eller etablerandet. Jakin betyder ”he shall establish”. Boas är pelaren i söder och namnet är hebreiska för ”i honom styrka”.
Tittar man på gamla egyptiska tempel kan man ana likheter med Jakin och Boas, men istället för två pelare finns här två obelisker. Detta är också gemensamt för andra religiösa byggnader, vilket man till exempel kan se på Helgo Zettervalls ombyggnad av Lunds domkyrka som utfördes 1860-1902. De två tornen som finns på domkyrkan fick efter renoveringen formen av två obelisker. Under domkyrkan finns en rymlig krypta som kallades för kraftkyrkan som utmärks av två särskilt välprydda pelare i källaren. Här samlades Lunds frimurare förr i tiden. Zettervall, som var frimurare, ritade också Norra Latin i Stockholm. Byggnaden har en hel del symboler som är lika de som frimurarna använder.
På toppen av Jakin och Boas finns ibland två glober som symboliserar jorden och himlen eller solen och månen. Solen och månen representerar vishet, makt och gudomlighet och symboliserar solens och månens härskande över dag och natt. På dagen lyser solen upp jorden medan månen gör detsamma på natten.

## Kritik
Frimurarna har till följd av sin slutenhet, med vilken man velat bevara logeupplevelsen och ritualerna som hemliga, många gånger anklagats för tvivelaktigheter. Då ett stort antal medlemmar i den italienska Propaganda Due visade sig hålla på med konspiratorisk verksamhet väckte det stor uppståndelse och frimurerisk verksamhet ifrågasattes världen över. Enskilda medlemmar i frimurarordnar har fällts för brottslig verksamhet. Propaganda Due var en hemlig organisation med brottsligt syfte och förbjöds.
Många högt uppsatta samhällsfunktionärer är eller har varit medlemmar i frimurarloger. Detta har lett till konspirationsteorier där kritikerna hävdar att bristen på insyn i verksamheten i sig är en källa till misstankar om oegentlig verksamhet. En av de populärare teorierna är att frimurare var inblandade i morden på prostituerade i London under 1880-talet, se Jack Uppskäraren. Eftersom det finns frimurarsymboler (det allseende ögat) på den amerikanska dollarsedeln är en annan populär teori att det finns dolda budskap på dollarsedlar i USA eftersom presidenter och bankchefer, med fler, varit frimurare.
Teorier dyker upp på nytt emellanåt och är nästan alltid av samma karaktär, att frimurarna bedriver oegentlig och sannolikt olaglig verksamhet, att frimureriet är av sekteristisk karaktär eller att man konspirerar för att kunna ta sig in på alla nivåer i samhället i syfte att styra och kontrollera det.
Flera kristna samfund, framför allt den romersk-katolska kyrkan, men också delar av den svenska frikyrkorörelsen, är kritiska till frimureriet som bland annat beskrivs som "en synkretistisk religion som är baserad på dödsåkallan och dödskult" och därmed inkompatibel med kristendomen. Av Svenska Frimurare Ordens matrikel framgår att flera präster i Svenska kyrkan är medlemmar.

## Kända frimurare
(En motsvarande lista över kända svenska frimurare återfinns under Svenska Frimurare Orden)
- Annie Besant
- Benjamin Franklin
- Buzz Aldrin
- Charles Lindbergh
- Duke Ellington
- Francois Mitterrand
- Franklin D. Roosevelt
- George Washington
- Henry Ford
- Joseph Haydn
- Louis Armstrong
- Ludwig van Beethoven
- Maria Deraismes
- Nat King Cole
- Oliver Hardy
- Paul Whiteman
- Salvador Allende
- Silvio Berlusconi
- Voltaire
- Walt Disney
- William Chalmers
- Wolfgang Amadeus Mozart

## Övrigt
År 2000 grundades det första akademiska forskningscentret om frimureriets historia vid universitetet i Sheffield. Centre for Research into Freemasonry leddes 2000-2006 av professor Andrew Prescott, och sedan hösten 2007 av svensken Andreas Önnerfors.